# Festucopsis
Festucopsis es un género de plantas herbáceas perteneciente a la familia de las poáceas. Es originario de Eurasia.
Algunos autores lo incluyen en el género Elymus.

## Citología
Número de la base del cromosoma, x = 7. 2n = 14. 2 ploid.

## Especies
- Festucopsis festucoides (Maire) Á. Löve
- Festucopsis sancta (Janka) Melderis
- Festucopsis serpentini (C.E. Hubb.) Melderis